# Дружный (Увельский район)
Дружный — поселок в Увельском районе Челябинской области. Входит в Половинское сельское поселение.

## География
Расположен в южной части Увельского района. Расстояние до центра сельского поселения Половинка 6 км, до районного центра Увельский 24 км, расстояние до областного центра Челябинск 95 км. Рельеф, равнина относящиеся к Западно-Сибирской низменности, ближайшая максимальная высота 233 м.

## История
Основан в начале 20 века. В 1921 году образована коммуна имени Ленина, в 1929 году на её базе был образован колхоз имени Ленина. Основные направления деятельности — животноводство, коневодство и земледелие. В 1936 году, конеферма была представлена на всероссийской сельскохозяйственной выставке, заведующий которой И. А. Анищенко был награжден орденом Знак Почёта. Уже в 1950-е года хозяйство стало одним из передовых в Увельском районе. Развивалась инфраструктура, строились дороги, производственные и животноводческие помещения, жилые дома с центральным отоплением и водопроводом. В 1991 году осваиваемые земельные площади колхоза составляли 9451 гектар. В 1992 году из колхоза выделилось 13 крестьянских фермерских хозяйств.

## Население
По данным Всероссийской переписи, в 2010 году численность населения посёлка составляла 16 человек.
| 1953 | 1970 | 1983 | 1995 | 2010 |
| ---- | ---- | ---- | ---- | ---- |
| 153  | 107  | 43   | 13   | 16   |